# Sphagnum laxiramosum
Sphagnum laxiramosum är en bladmossart som beskrevs av H. Crum 1997. Sphagnum laxiramosum ingår i släktet vitmossor, och familjen Sphagnaceae. Inga underarter finns listade i Catalogue of Life.